# Православлев, Павел Александрович
Павел Александрович Православлев (16 октября 1873, Рахинка — 12 октября 1941, Ленинград) — русский и советский учёный-геолог, палеонтолог. Доктор геолого-минералогических наук (1935).

## Биография
Родился 4 (16) октября 1873 год в слободе Рахинка, Область Войска Донского (ныне Среднеахтубинский район Волгоградской области) в семье священника.
Окончил Астраханскую духовную семинарию.
Поступил на физико-математический факультет Варшавского университета (отделение естественных наук). После окончания университета в 1898 году остался при кафедре геологии в качестве стипендиата у профессора В. П. Амалицкого, был лаборантом при геологическом кабинете.
В 1906—1908 годах ездил с научной командировкой в Германию, Австрию, Швейцарию и Францию. В 1909 году в Варшавском университете защитил диссертацию на степень магистра минералогии и геогнозии на тему «Материалы к познанию нижне-волжских каспийских отложений», после чего был назначен профессором геологии в Донской политехнический институт в Новочеркасске.
С 1913 по 1924 год — профессор Военно-медицинской академии в Петрограде.
С 1924 года — заведующий кафедрой исторической геологии в Ленинградском университете.
В 1934 году ВАК утвердила Православлева в ученой степени доктора геологии и минералогии без защиты диссертации.
Изучал преимущественно геологию Поволжья и Прикаспия. Исследовал стратиграфию верхнетретичных и послетретичных отложений. Описал ряд палеозойских позвоночных и неогеновых моллюсков. Опубликовал 59 научных работ.
Умер 12 октября 1941 года в блокадном Ленинграде. Похоронен на Шуваловском кладбище.

## Память

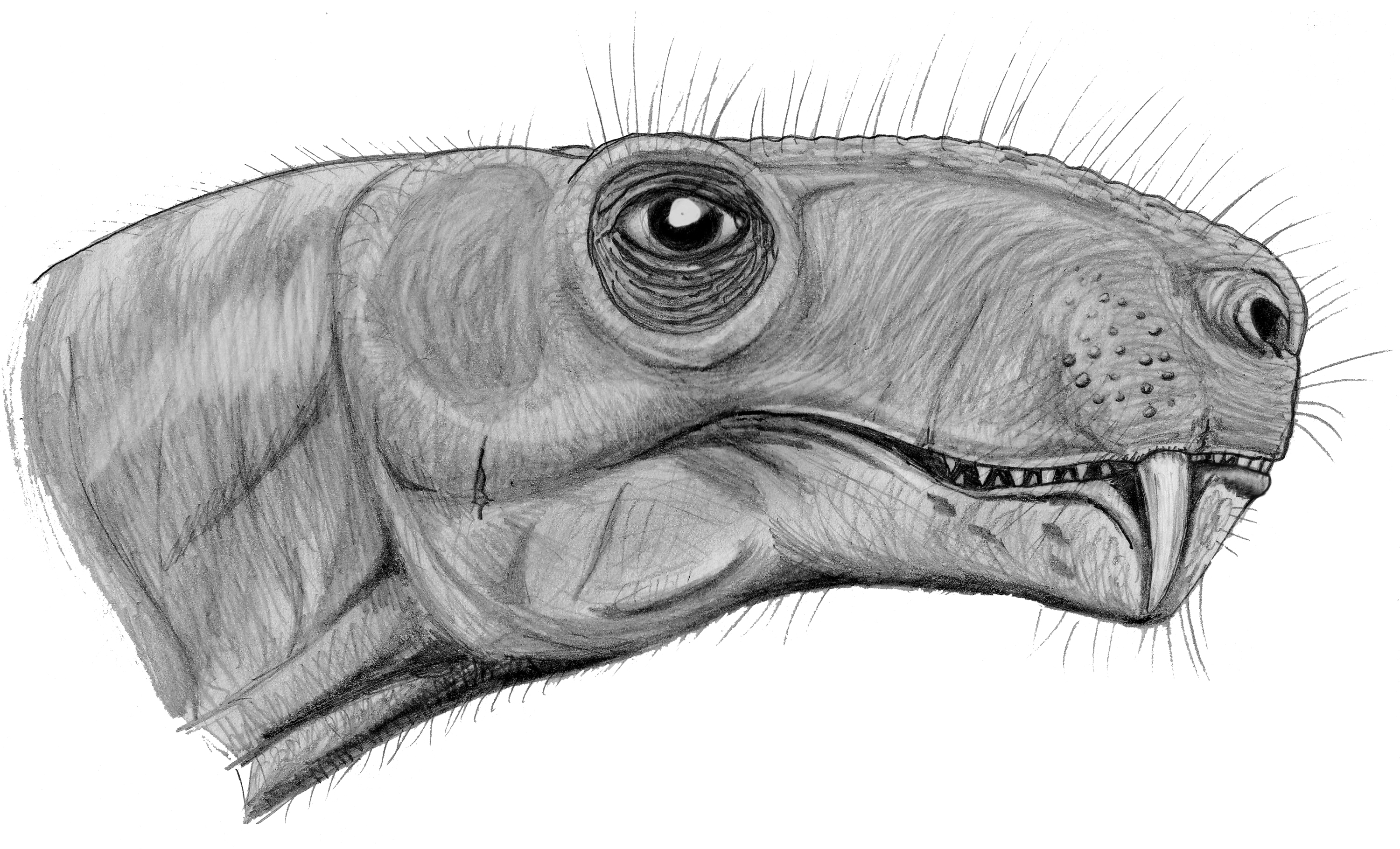
Православлевия

В честь П. А. Православлева было названо ископаемое животное православлевия — мелкий горгонопс из поздней перми Архангельской области. Описана Православлевым в 1927 году как вид иностранцевии и выделена в отдельный род в 1953 году.

## Сочинения
- Геологические наблюдения в Царевском уезде Астраханской губернии // Труды Варшавского общества естествоиспытателей. — Варшава, 1899.
- Геологические наблюдения по правому берегу реки Волги, между Камышином и Каменным Яром // Тр. Варш. об-ва естествоиспытателей. — Варшава, 1900.
- К вопросу о характере арало-каспийских образований Низового Поволжья // Труды Варшавского общества естествоиспытателей: Протоколы заседаний. — Варшава, 1900.
- К познанию геологического строения Эльтонского озера // Изв. Варш. ун-та. — Варшава, 1901/1902.
- К геологии окрестностей Баскунчакского озера / П. Православлев; Из геол. каб. Варш. ун-та. - Варшава : тип. Варш. учеб. окр., 1903. - [4], 148 с., 4 л. ил. : табл., черт., пл.; 23.[7]
- Остатки юного плезиозавра из верхнемеловых отложений бассейна реки Лиски Донской области // Ежегодн. по геол. и минер. России. Т. 17, № 1. — СПб., 1915.
- Эласмозавр из верхнемеловых отложений Донской Области // Тр. Имп. Петроград. об-ва естествоисп. Т. 38, вып. 5. — Пг.: 1916. С. 1-5.
- Православлев. Северо-западное побережье Каспия. Изв. Центр.гиф.-мет.бюро, т.8, 1929.
- Следы ископаемых грязевых сопок около Эльтонского озера и сопочные явления в Н. Заволжье // Тр. Ленингр. об-ва естествоисп., отд. Геол. и минер., 1939/1940.

Могила Православлева на Шуваловском кладбище Санкт-Петербурга.